# Martopuro
Martopuro is een bestuurslaag in het regentschap Pasuruan van de provincie Oost-Java, Indonesië. Martopuro telt 10.274 inwoners (volkstelling 2010).